# Rungia minutiflora
Rungia minutiflora är en akantusväxtart som beskrevs av C. B. Cl.. Rungia minutiflora ingår i släktet Rungia och familjen akantusväxter. Inga underarter finns listade i Catalogue of Life.